# Srednja Bela
Srednja Bela – wieś w Słowenii, w gminie Preddvor. W 2018 roku liczyła 363 mieszkańców.